# Nannacara quadrispinae
Nannacara quadrispinae es una especie de peces de la familia Cichlidae en el orden de los Perciformes.

## Hábitat
Vive en zonas de clima tropical.

## Distribución geográfica
Se encuentran en Sudamérica: delta del Orinoco en Venezuela.